# Kim Gyu-ri (actriz nacida en agosto de 1979)
Kim Gyu-ri (hangul= 김규리; n.16 de agosto de 1979-), anteriormente conocida como Kim Min-sun es una actriz surcoreana conocida por la película Retrato de una Belleza.

## Carrera
En abril de 2022 se unirá al elenco de la serie Green Mothers' Club donde interpretará a Seo Jin-ha, la amiga convertida en rival de Lee Eun-pyo. Una mujer reservada que es considerada como una "diosa" entre las otras madres debido a su elegancia natural. Tiene un marido apuesto nacido en el extranjero y un niño prodigio. Aunque parece tener todo lo que podría desear, su yo interior está escondido detrás de un velo.

## Filmografía

### Serie de televisión
| Año       | Título                                         | Papel           | Red  |
| --------- | ---------------------------------------------- | --------------- | ---- |
| 1999      | La escuela                                     | Na-ri           | KBS2 |
| 2000      | El Centro Médico                               | Jo Soo ahn      | SBS  |
| 2001      | Mañana Sin Despedida                           | De Han Jung-seo | SBS  |
| 2001      | Como Padre, A Diferencia De Hijo               | Lee Su-jin      | KBS2 |
| 2002      | Zapatillas De Cristal                          | Seung Woo-hee   | SBS  |
| 2002      | Amo a Hyun-jung                                | Lee Hyun-jung   | MBC  |
| 2003      | De hadas y Estafador                           | Song Kyung-sook | SBS  |
| 2004      | Oda al Río Han                                 | Yoon Na-young   | MBC  |
| 2005      | Loveholic                                      | Lee Yeol-joo    | KBS2 |
| 2005      | Young-jae de Oro de Días                       | Joo Young-jae   | MBC  |
| 2010      | MBC Mejor Teatro "Nos enseña el Amor"          | Lee Jin-yi      | MBC  |
| 2010      | Drama Especial "Acaba De Decir!"               | Choi Young-hee  | KBS2 |
| 2012      | Dios de la Guerra                              | Choi Song-yi    | MBC  |
| 2013      | Escándalo: Un Sorprendente e Injusto Incidente | Joo Jang-ha     | MBC  |
| 2014      | Cunning Single Lady                            | Gook Yeo-jin    | MBC  |
| 2014      | El Rostro del Rey                              | Gwi-en Kim      | KBS2 |
| 2016-2017 | Our Gap-soon                                   | Heo Da-hae      | SBS  |
| 2018      | About Time                                     | Kim Joon-ah     | tvN  |
| 2019      | Designated Survivor: 60 Days                   | Choi Kang-yeon  | tvN  |
| 2022-     | Green Mothers' Club                            | Seo Jin-ha      | JTBC |

### Cine
| Año  | Título                   | Rol                 | Notas                             |
| ---- | ------------------------ | ------------------- | --------------------------------- |
| 1999 | Memento Mori             | Min-ah              |                                   |
| 2000 | Summer Story             | Han Yeo-reum        |                                   |
| 2000 | Bloody Beach             | Do-yeon             |                                   |
| 2002 | A.F.R.I.K.A.             | Kim So-hyun         |                                   |
| 2002 | 2009 Lost Memories       |                     |                                   |
| 2002 | My Beautiful Days        | Hyun-ji             |                                   |
| 2004 | Low Life                 | Park Hye-ok         |                                   |
| 2007 | For Eternal Hearts       | Pippi               |                                   |
| 2007 | Rainbow Eyes             | Park Eun-ju         |                                   |
| 2008 | Antique                  | (cameo)             |                                   |
| 2008 | Portrait of a Beauty     | Shin Yun-bok        |                                   |
| 2009 | Five Senses of Eros      | Kim Mi-jin          | segmento: "The 33rd Man"          |
| 2009 | Where is Jung Seung-pil? | Yoo Mi-seon         |                                   |
| 2010 | Looking for My Wife      | Yoo Young-shim      |                                   |
| 2010 | Ha Ha Ha                 | Noh Jeong-hwa       |                                   |
| 2011 | Shotgun Love             | Shin So-yeon        |                                   |
| 2011 | Poongsan                 | In-ok               |                                   |
| 2012 | Doomsday Book            | Bodhisattva Hye-joo | segmento: "The Heavenly Creature" |
| 2013 | My Dear Girl, Jin-young  | Kim Jin-young       |                                   |
| 2014 | Another Promise          | Yoo Nan-joo         |                                   |
| 2014 | Revivre                  | Choo Eun-joo        |                                   |
| 2015 | Five Senses of Love      |                     |                                   |

### Programas de variedades
| Año  | Título              | Cadena | Notas                                   |
| ---- | ------------------- | ------ | --------------------------------------- |
| 2018 | King of Mask Singer | MBC    | Ep. #157 - participó como "Frida Kahlo" |

### Anuncios
| Año         | Título                    | Notas                |
| ----------- | ------------------------- | -------------------- |
| 2004 - 2007 | Basic House (Mind Bridge) | junto a Lee Jung-jae |